# Manoir de Coupesarte
Le manoir de Coupesarte est une demeure des XVIe au XVIIIe siècle, qui se dresse sur le territoire de l'ancienne commune française de Coupesarte, dans le département français du Calvados. L'édifice, « l'une des images les plus fortes des manoirs du Pays d'Auge » selon le spécialiste Yves Lescroart, est classé au titre des monuments historiques. 

## Localisation
Le manoir est situé à l'ouest de l'église Saint-Cyr de Coupesarte, commune déléguée de la commune nouvelle de Mézidon Vallée d'Auge, en pays d'Auge, dans le département français du Calvados, entre Saint-Julien-le-Faucon et Le Mesnil-Durand, et entre Saint-Pierre-sur-Dives et Lisieux.

## Historique

### Époque médiévale et moderne
Coupesarte est divisé en plusieurs fiefs au Moyen Âge, le manoir de Coupesarte étant situé sur le fief de Beaumanoir. La famille d'Anisy tient le domaine au XVe siècle, qui passe à la famille Le Prévost avant la fin du siècle suivant.
Les fondations d'une tour d'angle sont retrouvées lors de travaux dans les douves à la fin des années 1970. Cette tour est un donjon de pierre ou un colombier, le manoir devant en outre disposer d'une « simple palissade de bois ». L'édifice actuel occupe donc l'emplacement d'une « bâtisse fortifiée ».
Le manoir est daté des XVIe au XVIIIe siècle. Les dépendances sont datées du XVIIe siècle. Une autre source indique le XVe siècle (au plus tard la fin du XVe siècle) pour le bâtiment principal et le siècle suivant pour l'aile de service en retour,. Yves Lescroart évoque les premières décennies du XVIIe siècle. Du manoir ancien n'est conservée que l'ossature, et le colombage a été remplacé. Le plancher a également été conservé en grande partie.
Il n'y a pas eu de modifications par la suite sauf dans les percements de fenêtres. Les aménagements intérieurs ont été réalisés dans le cours du XVIIe siècle.
Le fabuliste Jacques Charles Formage (1749-1808) est né au manoir de Coupesarte. Le manoir passe à la famille Le Viconte en 1767.

### XIXeetXXesiècles
L'édifice est cité par Arcisse de Caumont dans sa Statistique monumentale du Calvados, mais de façon sommaire : « beau manoir, composé de deux bâtiments formant équerre. Ces bâtiments, construits en bois, avec briques entre les colombages, sont entourés de fossés remplis d'eau ».

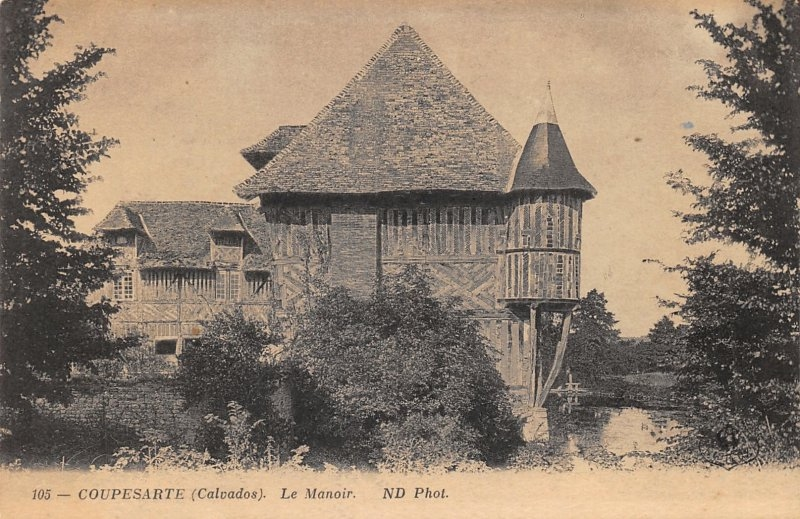
Carte postale ancienne du manoir.

Le manoir est endommagé le 18 août 1944, lors de la bataille de Normandie, lorsqu'une bombe atteint un angle. L'escalier est projeté au grenier et les écuries détruites. Les travaux de restauration entrepris ont permis que l'édifice reçoive au début des années 1960 le prix Chefs-d'œuvre en péril,.
L'état de l'édifice est inquiétant au début du XXIe siècle : le pignon de l'aile du XVIIe siècle est fissuré, et une échauguette du XVe siècle risque de s'effondrer. En outre, des problèmes sont présents dans les fondations, des infiltrations de pluie ont dégradé des colombages et des cheminées. Une convention est signée entre les propriétaires groupés dans une S.C.I. et la Fondation du patrimoine afin de faire un appel aux dons afin que les travaux soient réalisés dans un délai de cinq ans.

## Description
Le manoir, de la fin du XVe ou du XVIe siècle,, n'a pas été remanié au fil du temps et a conservé son ossature bois, et possède « une unité architecturale exceptionnelle en pays d’Auge ».
Le petit manoir, transformé en ferme, qui se dresse sur un terre-plein entouré d'eau, se compose de deux bâtiments à pans de bois en équerre flanqués de trois poivrières sur étais, du même matériau, en encorbellement dans les angles des façades extérieures. Bien que propriété privée, les visites extérieures sont autorisées.
Le manoir original est situé dans l'aile sud. La partie sud du rez-de-chaussée sert de cellier et conserve des traces du système de colombage original.
L'édifice comporte un rez-de-chaussée à pan de bois vertical et une allège comportant des croisillons. Les fenêtres ne sont pas régulières. Deux tourelles sont placées symétriquement aux angles nord-est et sud-est, avec une « extraordinaire économie de moyens ». Ces tourelles servaient de latrines. Un hourdis de tuileaux et briques donne une couleur rosée à la façade. La façade donnant sur la cour du logis a conservé l'« ossature originelle ». Une travée contenant l'escalier sépare la partie ancienne du manoir de l'aile en retour.
Une lucarne trilobée réutilisée sur l'édifice des communs est datable du XVe siècle,. Le motif de la frise de croisillons, placée sur la partie de l'édifice consacrée au service, a été placé sur l'aile plus ancienne. Quatre lucarnes avec baie en plein cintre sont présentes. Le colombage a été « repris en quasi-totalité ».

### Décor peint
Selon Yves Lescroart « l'intérêt exceptionnel du logis de Coupesarte réside dans l'authenticité de ses décors ».
L'édifice conserve de beaux décors peints, en particulier dans la chambre de l'étage le décor mythologique, chambre dite chambre de l'amour ou chambre de Cupidon. Un Amour chevauchant un lion, entre Junon et un paon, et une Junon guerrière. Il y a également une représentation d'un jardin en trompe l’œil. Les lambris comportent des représentations de vases, couronnes, urnes et palmes sous des guirlandes.
Les plafonds conservent à l'étage des poutres et solives peintes, comportant des représentations florales.
Le sol comporte des pavés de terre cuite vernissée issus d'ateliers du Pré-d'Auge ou de Manerbe.

## Interprétation
Philippe Déterville souligne « la grande harmonie de l'ensemble ». Le système d'encorbellement est presque unique à Coupesarte.
La conception et la construction sont « typiquement augeronnes »,.
Le raffinement du décor de la chambre est « assez inhabituel [pour un] manoir de modeste importance ».

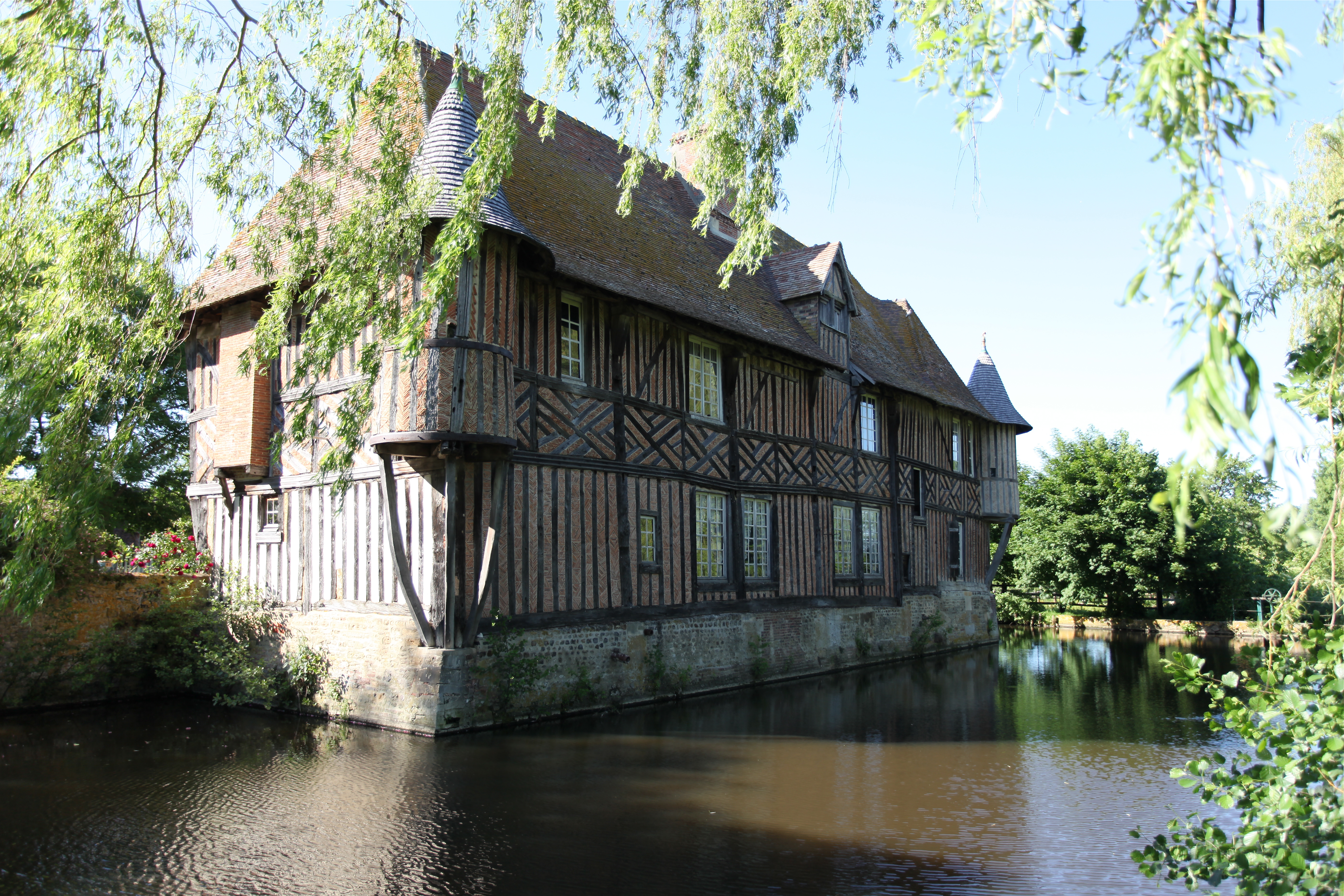
Angle sud.
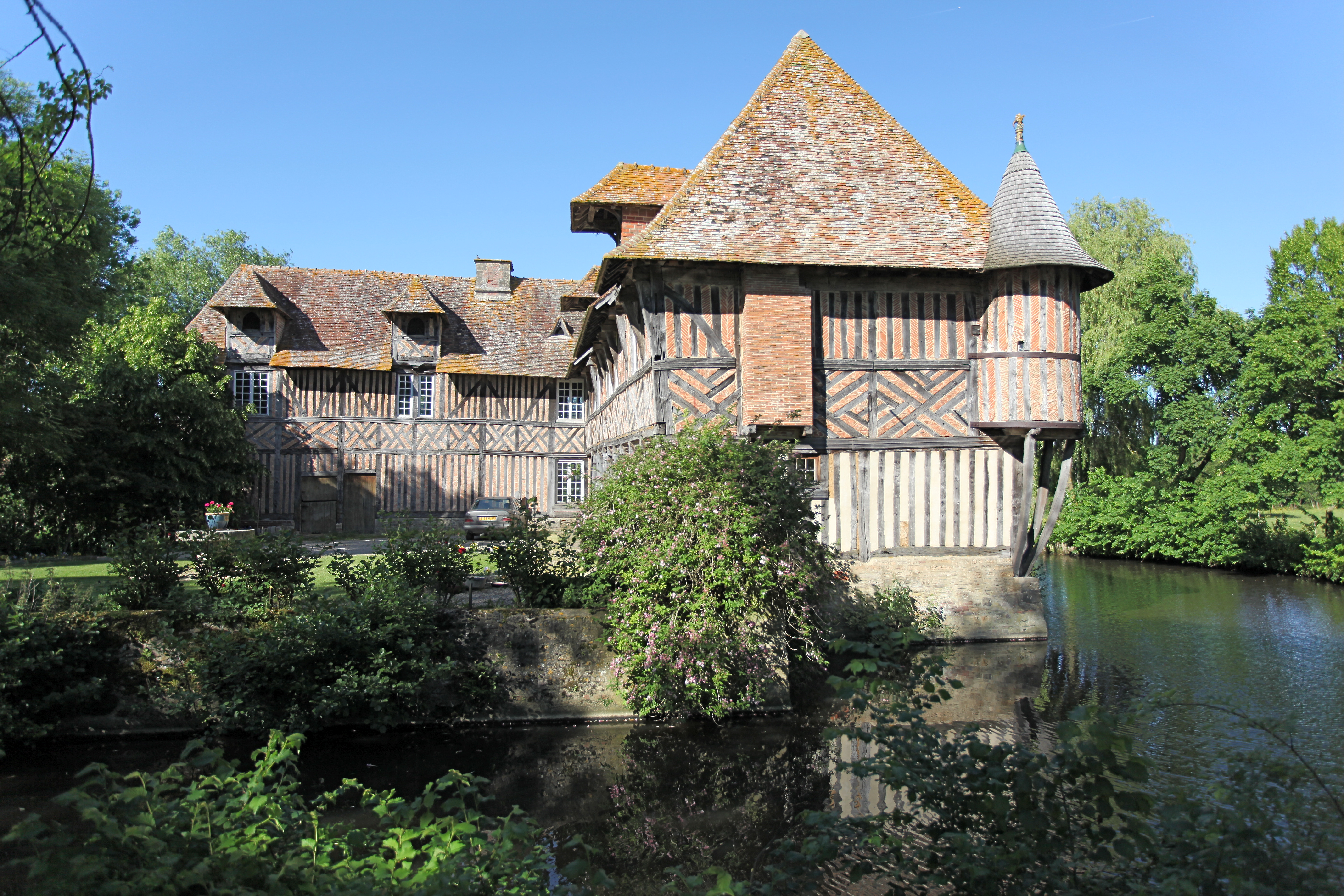
Façades sud-ouest.
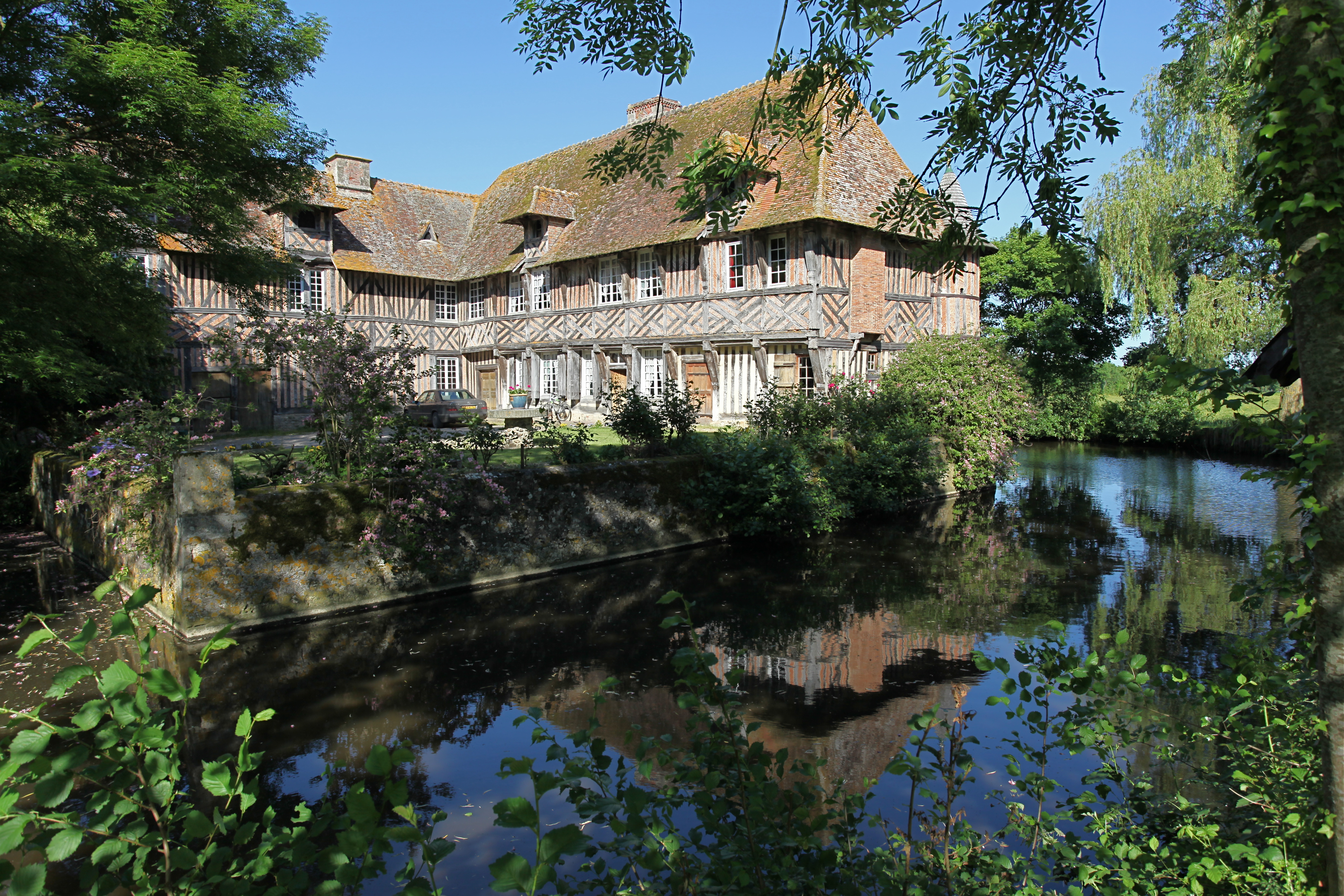
Angle ouest.

## Protection
Le manoir et ses dépendances (granges, écuries) et ses douves sont classés au titre des monuments historiques par arrêté du 21 octobre 1947.